# 숀 (시인)
숀(아이슬란드어: Sjón, 1962년 8월 27일 ~ )은 아이슬란드의 시인, 소설가이다. 본명은 시귀르욘 비르기르 시귀르드손(Sigurjón Birgir Sigurðsson).